# لیمان (اوکراین)
لیمان (به اوکراینی: Лиман) شهری در استان دونتسک در کشور اوکراین است. جمعیت این شهر ۲۰,۴۶۹ نفر (۲۰۲۱ تخمینی)است.